# Drama (gry fabularne)
Drama – rodzaj rozgrywki LARP lub tradycyjnej gry fabularnej, w której gracze skupiają się na przeżyciach wewnętrznych i emocjach odgrywanych postaci. 

## Drama

### Cechy dramy
Drama kładzie nacisk głównie na wniknięcie w psychikę odgrywanych postaci, by zrozumieć i dobrze odegrać ich decyzje i zachowania. Fabuła scenariusza dramy, jeśli istnieje, skupia się na postawieniu graczy przed trudnymi wyborami i problemami. Jest zwykle skierowana na wewnętrzne przeżycia postaci i ich drogę do ich rozwiązania lub, zwykle tragicznego dla postaci, skondensowania. Omija natomiast wypełnianie ustalonych celów lub misji, jak w typowych larpach. Podczas dram gracze nie powinni skupiać się na rywalizacji i rozwiązaniach siłowych, gdyż zwykle mechanika dram ich nie wspiera. Postacie zwykle też nie tworzą grup czy drużyn, lecz działają indywidualnie. 
Drama czasem powstaje przez spontaniczną improwizacje graczy, bez udziału ustalonej fabuły scenariusza i Mistrza Gry. Może wtedy przybierać również pewne cechy psychodramy. Zdarza się to w przypadku graczy przedkładających psychologizowanie nad fabułę.

### Pochodzenie i powstanie
Nazwa dramy przejęta została z terminów dramy i psychodramy istniejących w psychoterapii i w metodach edukacyjno-profilaktycznych. 
Pojęcie dramy, odnosi się do naturalnej umiejętności człowieka do wchodzenia w role. Wywodzi się z naturalnego dziecięcego naśladownictwa zwierząt, zawodów czy bohaterów.

### Interakcje dramy
Wchodząc w różne role drama pozwala obserwować i przeżywać nie tylko reakcje wypływające z naszych własnych doświadczeń, lecz także te wydobyte z odgrywanej roli. Pozwala to spojrzeć z dystansu i przeanalizować sytuacje, czy problemy, a także nazwać i odróżnić emocje, które towarzyszą temu odgrywaniu. Pozwala to lepiej zrozumieć innych oraz siebie. Pozwala także trenować nowe zachowania i umiejętności.
Drama angażuje swoich uczestników na trzech poziomach:
- fizycznym (zaangażowanie ruchu, ciała w trakcie improwizacji)
- emocjonalnym (zaangażowanie emocji w trakcie wchodzenia w role)
- intelektualnym (dyskusje i przemyślenia)